# Cheumatopsyche pallida (Navas)
Cheumatopsyche pallida là một loài Trichoptera trong họ Hydropsychidae. Loài này có ở Trung Quốc. Banks beschreef eerder, in 1920, ook al een schietmot met de naam Cheumatopsyche pallida, deze komt echter uit Madagaskar và is niet identiek.